# Cornelis Heyligert

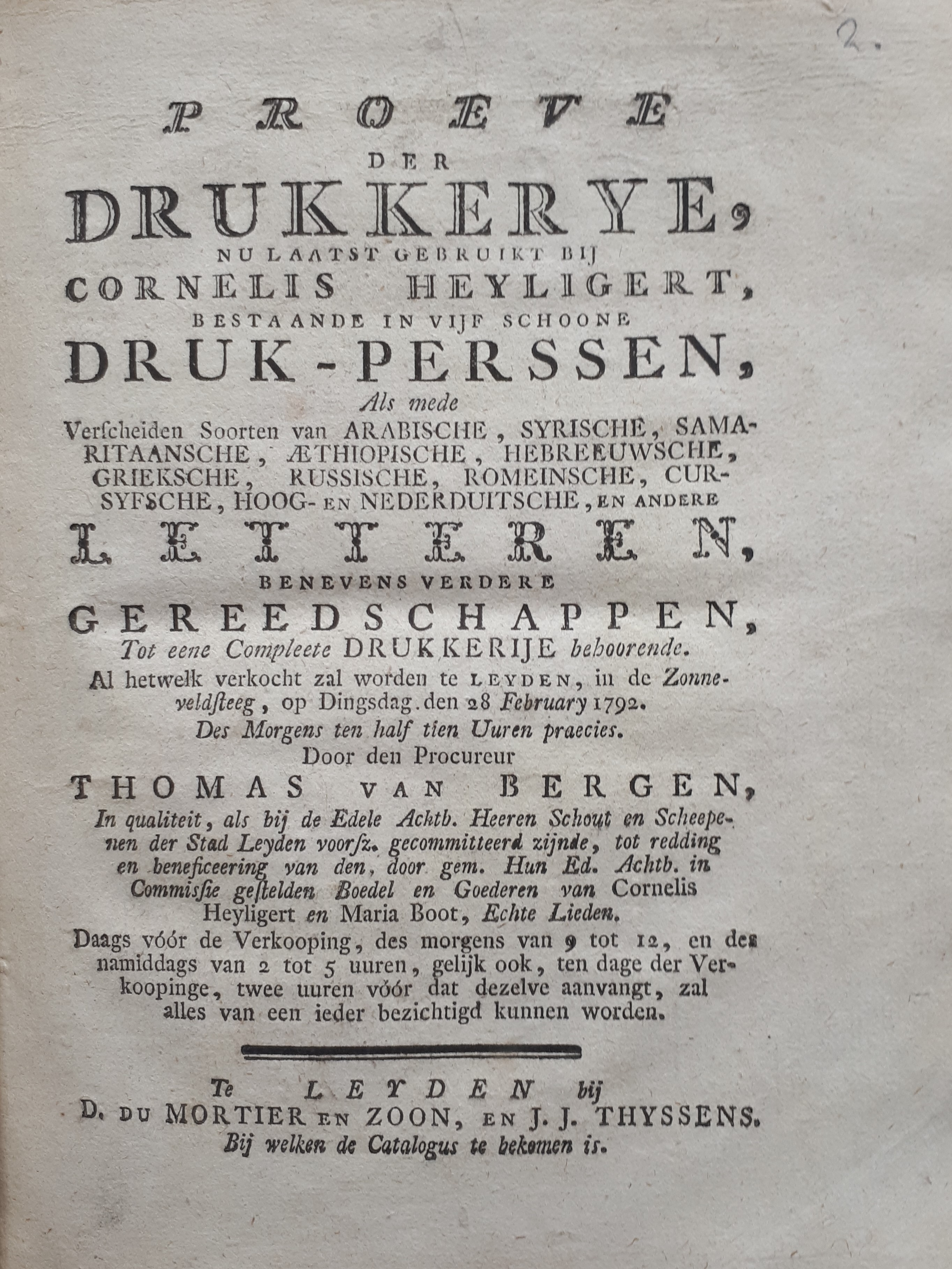
Aankondiging van de veiling van de drukkerij van Cornelis Heyligert, Leiden 1792

Cornelis Heyligert (1743-1803) was een boekdrukker en boekverkoper in Leiden. 

## Levensloop
Heyligert werd in 1743 in Leiden geboren als eerste kind van de boekverkoper Johannes Heyligert en Catharina Brouwer. Hij was van 1767 tot 1790 werkzaam als boekdrukker in Leiden en vestigde zich in de Pieterskerk-Choorsteeg, op de hoek van de Langebrug, waar hij in ieder geval tot 1786 bleef wonen en werken.  
In 1763 verwekte Heyligert een onecht kind bij Alida Maas, maar trouwde in 1767 met Maria Boot met wie hij nog drie kinderen kreeg. Maria Boot was de dochter van de Leidse boekdrukker Willem Boot wiens drukkerij in de Zonneveldsteeg, op dat moment de grootste van de stad, in 1787 in handen kwam van Heyligert. In 1791 ging het bedrijf echter failliet en op 28 februari 1792 werd de gehele drukkerij verkocht aan Leendert Herdingh en David du Mortier.

## Fonds
Heyligert werkte veel samen met de boekhandelaar en letterkundige Cornelis van Hoogeveen jr. Ze waren bekend in het letterkundig leven in Leiden en lid van diverse literaire genootschappen, waaronder het toneelgenootschap 'Veniam pro laude' waarvoor ze onder andere de Beschrijving der plegtige sledevaert van het Genootschap[dode link] uit 1776 drukten.
Op 11 november 1766 richtte hij, wederom samen met Van Hoogeveen, het genootschap 'Kunst Wordt Door Arbeid Verkregen' op waarvoor ze ook het drukwerk van de leden verzorgden, zoals de  Beschrijvingen van het leven der Nederlandsche dichteren en dichteressen[dode link] van Jan de Kruijff uit 1782. De drukpersen werden echter ook aangewend voor pesterijen gericht aan het adres van Johannes le Francq van Berkhey die het al snel voor gezien hield bij het genootschap.     
Heyligert was een actief patriot en drukte in de jaren '80 veel gelegenheidswerk van Pieter Vreede, zoals zijn Bataafsche heldendaden[dode link] (1781). Ook drukte hij geregeld voor het 'Genootschap van Wapenhandel', waaronder bijvoorbeeld de Aenspraek aen de exerceerende leden, van het genootschap van wapenhandel, ter spreuke voerende: Voor vrijheid en vaderland, te Leyden[dode link] uit 1785 van Gozewijn Jan Loncq. 
Voor de Leidse Universiteit drukte Heyligert tussen 1767 en 1789 43 dissertaties, met name op het gebied van recht en medicijnen. Dit drukwerk vertegenwoordigt bijna 15 procent van zijn gehele fonds dat, gebaseerd op gegevens in de Short Title Catalogue Netherlands (STCN), uit 329 titels bestaat. 

## Aantekeningen
De naam Heyligert werd ook geschreven als Heijligert, Heiligerd, Heiligert, Heyliger, Hyligert.